# Fiole de Galadriel
Vous lisez un « article de qualité » labellisé en 2013.

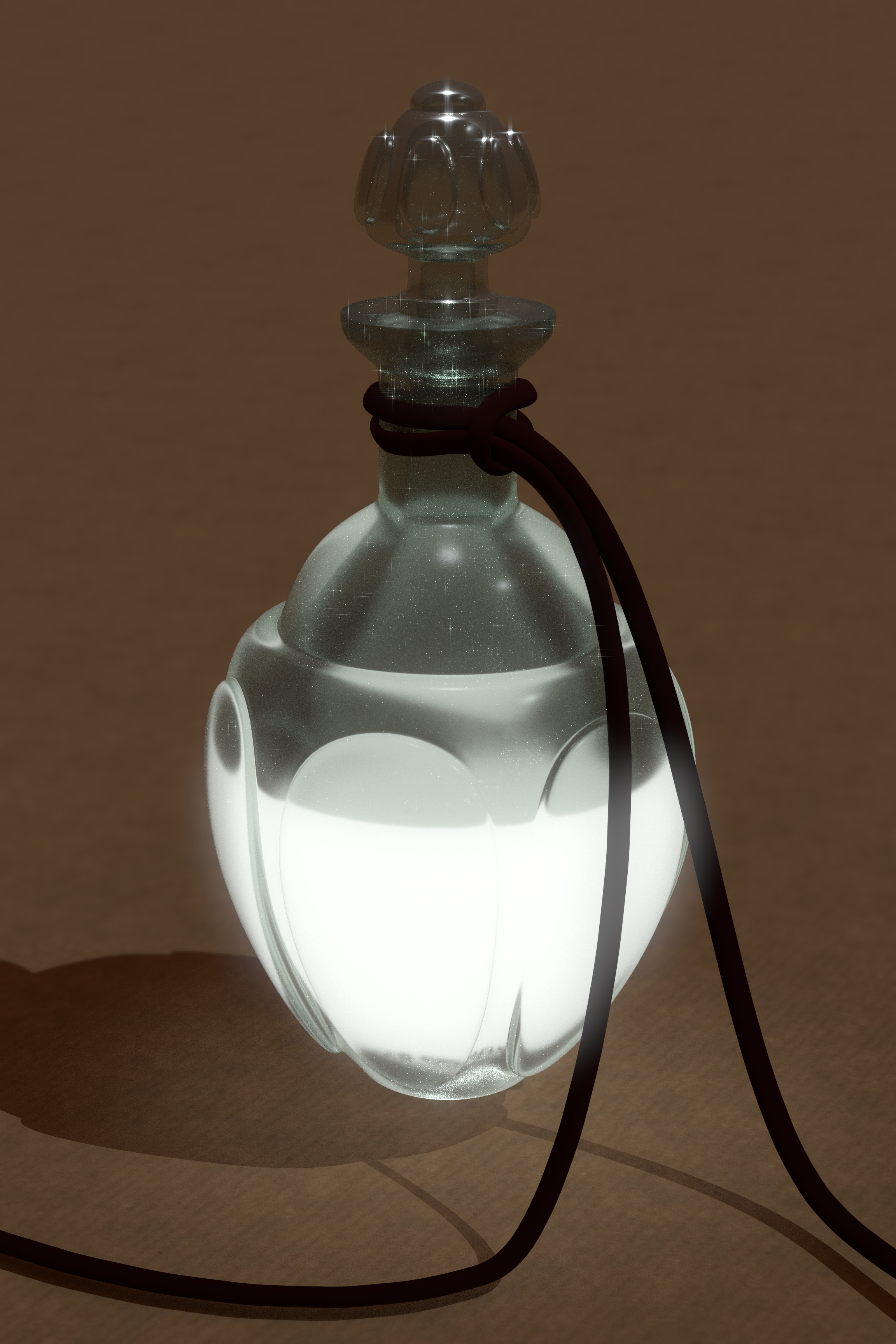
Représentation de la Fiole de Galadriel.

La Fiole de Galadriel (Phial of Galadriel en anglais) est un objet qui apparaît dans le roman Le Seigneur des anneaux de J. R. R. Tolkien. Ce flacon lumineux est un cadeau de la dame elfe Galadriel au hobbit Frodon Sacquet, qui l'utilise à plusieurs reprises durant son voyage vers la montagne du Destin.
La Fiole de Galadriel n'apparaît que tardivement au cours de l'écriture du livre, et perd en puissance au fil des réécritures. C'est un des éléments associant le personnage de Galadriel à la lumière et à l'eau, et elle contribue également aux comparaisons avec la Vierge Marie proposées par plusieurs critiques. Elle est présente dans plusieurs adaptations du roman.

## Histoire
La Fiole de Galadriel est un petit flacon de cristal rempli d'eau de source provenant de la fontaine de Galadriel. Cette eau étincelante contient la lumière de l'étoile d'Eärendil. Le marin Eärendil est le détenteur d'un des trois Silmarils conservant la lumière des Arbres de Valinor, et il parcourt les cieux comme une étoile à bord de son navire, le Vingilot. Galadriel offre la Fiole à Frodon lorsque la Communauté de l'Anneau quitte la Lórien en lui souhaitant  : « Qu'elle vous soit une lumière dans les endroits ténébreux, quand toutes les autres s'éteindront ». Frodon la porte alors autour de son cou.
Frodon et Sam utilisent plusieurs fois la Fiole de Galadriel — que Sam appelle « cristal d'étoile » (star-glass) — durant leur voyage vers le Mordor. Dans les escaliers de Cirith Ungol, lorsque Frodon est traqué par l'esprit d'un Nazgûl, et qu'il est sur le point de céder à la tentation d'enfiler l'Anneau unique et d'être ainsi repéré, il attrape la fiole à la place, ce qui lui rend ses esprits. Plus tard, dans l'antre d'Araigne (« Arachne » dans la première traduction), la lumière qu'elle émet aide les Hobbits dans leur combat contre l'araignée.

« lentement il éleva la Fiole de Galadriel. Pendant un moment, elle répandit une petite lueur, faible comme celle d'une étoile luttant à son lever au milieu des lourdes brumes de la terre ; puis, comme son pouvoir grandissait, en même temps que l'espoir dans la pensée de Frodon, elle se mit à brûler et devint une flamme argentée, minuscule cœur d'une lumière éblouissante, comme si Eärendil fût descendu en personne du cours du soleil couchant avec le dernier Silmaril au front. »

— J. R. R. Tolkien, Le Seigneur des anneaux
Samsagace Gamegie se sert également de la fiole dans la tour de Cirith Ungol. Néanmoins, son pouvoir ne peut rivaliser avec celui de Sauron, et lorsque les Hobbits tentent à nouveau d'y avoir recours à l'approche de la montagne du Destin, sa lumière faiblit.
Après la destruction de l'Anneau et de Sauron, Frodon embarque aux Havres Gris pour quitter la Terre du Milieu. Il emporte la fiole avec lui, et sa lumière pâlit, puis disparaît aux yeux de Sam, resté sur le rivage.

## Création et évolution
La Fiole de Galadriel apparaît relativement tard dans l'écriture du Seigneur des anneaux. Lorsque Tolkien arrive au chapitre « Adieu à la Lórien », il écrit quatre versions du chapitre sans qu'il ne soit fait mention de la fiole, bien que la distribution de cadeaux aux autres membres de la Communauté apparaisse dès la troisième version. Ce n'est donc que dans la cinquième version du chapitre que la fiole apparaît, dans des termes quasiment identiques à ceux du texte final selon Christopher Tolkien.
L'objet semble avoir perdu en puissance au fil de l'écriture du roman : dans un synopsis des évènements de la fin du récit, sa lumière permet à Frodon, enfermé dans la tour de Cirith Ungol, de voir les forces de Sauron se masser à la Porte noire pour y affronter l'armée de l'Ouest qui approche, à une centaine de milles de distance. Christopher Tolkien commente : « Ici, la lumière de la Fiole de Galadriel dispose d'un pouvoir considérable, une véritable étoile dans les ténèbres ».

## Analyse

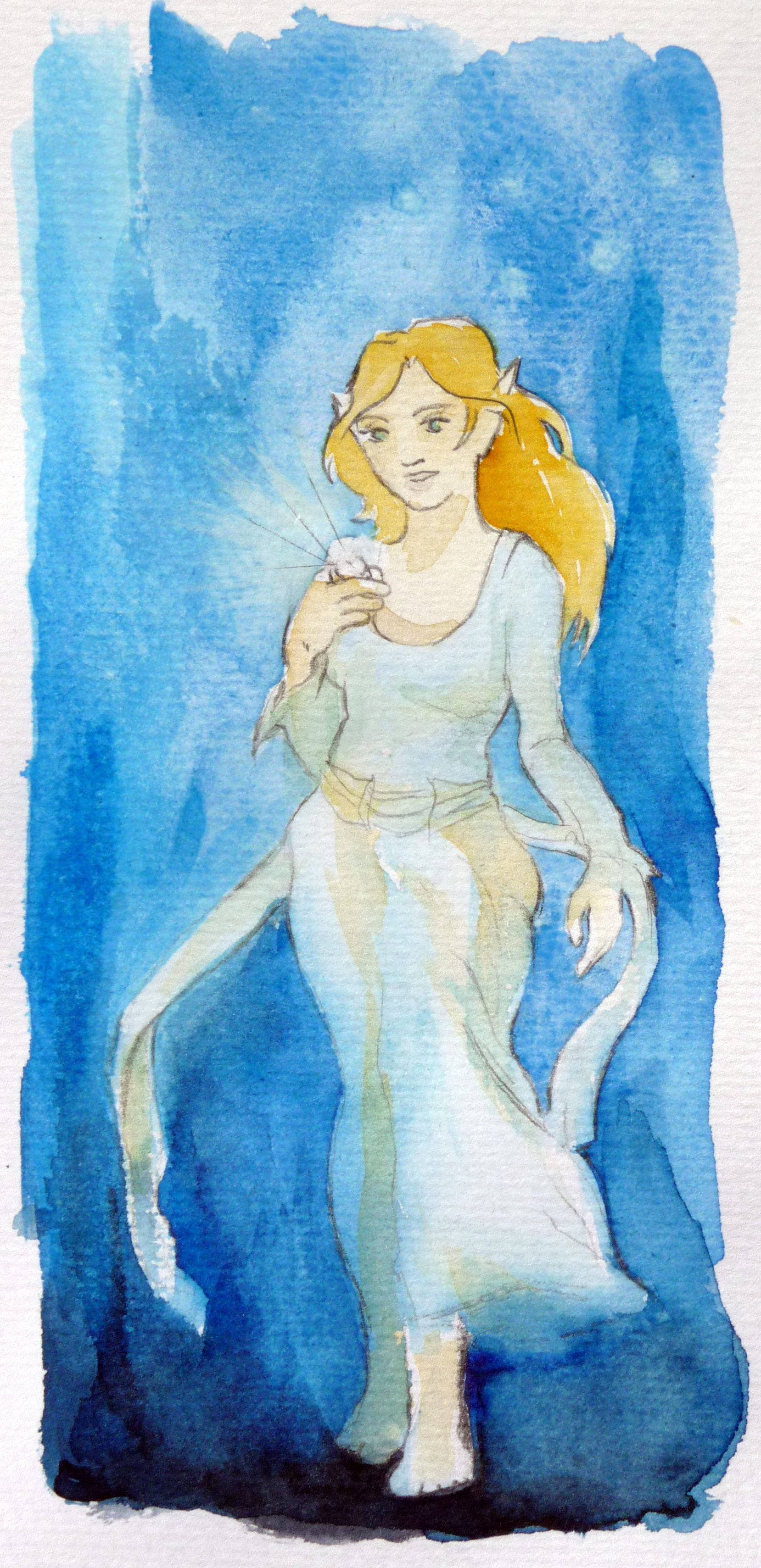
Galadriel, tenant la fiole.

Pour Rosalia Fernandez-Colmeiro, la Fiole de Galadriel est un des exemples du rapport entre l'eau et la lumière dans l'œuvre de Tolkien : la lumière du Silmaril porté par Eärendil est captée par l'eau de la fontaine de Galadriel. De même, par son origine en Lothlórien, forêt possédant des caractéristiques d'axis mundi, et par son pouvoir provenant d'une étoile, la Fiole de Galadriel participe de l'ancrage du Seigneur des anneaux dans un espace-temps mythique, celui des centres et axes du monde.
Pour Verlyn Flieger, la Fiole de Galadriel est comparable à Frodon dans sa stature : sa lumière est un fragment de celle d'Eärendil, de même que Frodon est un fragment d'humanité. Elle propose également d'opposer la fiole à l'Anneau unique. Tous deux sont appelés « présents » ou « cadeaux », mais la fiole est un objet de lumière et l'Anneau un objet de ténèbres, la fiole un objet que l'on tient et l'Anneau un objet qui enserre. Pour Marjorie Burns, la Fiole est un des éléments qui opposent les personnages de Galadriel et d'Arachne : sa lumière s'oppose aux ténèbres de l'araignée,.
La fiole participe au rapprochement entre le personnage de Galadriel et Morrigan, déesse irlandaise. Cette dernière utilise une potion liquide et pâle contenue dans une fiole en verre.
Selon l'article de Brenda Partridge No Sex Please - We're Hobbits, la Fiole de Galadriel est un symbole phallique qui pénètre l'antre (féminin) d'Arachne. Cependant, le travail de Partridge, qui examine l'œuvre de Tolkien à travers le prisme de sa supposée misogynie, a fait l'objet de sévères critiques.
Remarquant que Tolkien lui-même a reconnu l'existence de points communs entre le personnage de Galadriel et la Vierge Marie, Jason Fisher en déduit un parallèle entre l'eau de la Fiole et le sacrement du baptême. La Fiole se rapprocherait des charismata, dons spirituels, en lien avec les paroles du Christ dans les versets 26 à 28 du deuxième chapitre de l'Apocalypse : « À celui qui vaincra, et qui gardera jusqu’à la fin mes œuvres […] je lui donnerai l’étoile du matin » ; or, dans le légendaire de Tolkien, l'Étoile du Matin correspond au Silmaril porté par Eärendil dont la Fiole capture la lumière.
La Fiole est enfin l'un des moyens par lesquels Tolkien relie les événements de la guerre de l'Anneau racontés dans Le Seigneur des anneaux aux contes des Jours Anciens du « Silmarillion ». La lumière de la Fiole rappelle celle de la valië Elbereth qui a créé les étoiles et béni les silmarils, et à qui Samsagace fait appel face à Arachne. En fin de compte, la Fiole permet de vaincre Arachne, descendante d'Ungoliant, qui avait détruit les Arbres du Valinor à l'origine de sa lumière. Le lien avec le « Silmarillion » est explicite puisque Samsagace Gamegie évoque Beren dans les escaliers de Cirith Ungol, peu avant de rencontrer l'araignée. La Fiole est efficace non seulement en ce qu'elle contient la lumière de Valinor, mais aussi parce qu'elle est une « manifestation de l'histoire, du temps accompli ».

## Représentations et adaptations
La Fiole de Galadriel a été illustrée par John Howe, Anke Katrin Eissmann, Ted Nasmith, entre autres.
Elle apparaît dans plusieurs films adaptés du Seigneur des anneaux, comme le dessin animé The Return of the King, sorti en 1980, et la trilogie cinématographique réalisée par Peter Jackson entre 2001 et 2003. Des reproductions de la fiole de ces derniers films ont été mises en vente[réf. nécessaire].
Dans le jeu de cartes à collectionner Le Seigneur des anneaux, existe deux cartes de la Fiole de Galadriel,.